# Snotra Tesserae
Le Snotra Tesserae sono una struttura geologica della superficie di Venere.